# Melchior Bandorf
Melchior Josef Bandorf (ur. 12 sierpnia 1845 w Weyhers koło Fuldy, zm. 4 grudnia 1901 w Monachium) – niemiecki lekarz psychiatra.
Studiował medycynę na Uniwersytecie w Würzburgu, w 1870 roku został doktorem medycyny. Od 1873 roku asystent Guddena w Monachium, od 1878 roku Oberarzt w monachijskim zakładzie dla chorych psychicznie. W 1883 roku został dyrektorem zakładu w Gabersee.